# Montague, Prince Edward Island
Montague är en ort i Kanada.   Den ligger i provinsen Prince Edward Island, i den östra delen av landet, 1 000 km öster om huvudstaden Ottawa. Montague ligger 11 meter över havet och antalet invånare är 2 005.
Terrängen runt Montague är huvudsakligen platt. Montague ligger nere i en dal. Runt Montague är det glesbefolkat, med 16 invånare per kvadratkilometer.. Montague är det största samhället i trakten. 
Omgivningarna runt Montague är en mosaik av jordbruksmark och naturlig växtlighet.